# Aulacobothrus socius
Aulacobothrus socius is een rechtvleugelig insect uit de familie veldsprinkhanen (Acrididae). De wetenschappelijke naam van deze soort is voor het eerst geldig gepubliceerd in 1902 door Ignacio Bolívar.
De soort komt voor in zuidelijk India. Bolívar noemde als vindplaatsen Madurai en Kodaikanal.